# Alexis Decomberousse
Alexis Barbe Benoît Decomberousse (Vienne, 13 janvier 1793 - Paris, 22 novembre 1862) est un avocat, auteur dramatique et vaudevilliste français.

## Biographie
Alexis Barbe Benoît Decomberousse naît le 13 janvier 1793 à Vienne, en Isère. Il est le fils de Benoît Michel Decomberousse, magistrat, et de son épouse, Barbe Thérèse Chenet. L'un de ses frères est le dramaturge Hyacinthe Decomberousse. 
Alexis Decomberousse fait des études de droit à Paris et est reçu avocat à la Cour royale en 1818. Il abandonne rapidement le barreau pour se consacrer, comme son frère Hyacinthe, à l'écriture de vaudevilles et de drames. 
Ses pièces, qu'il écrivit seul ou avec le concours d'autres dramaturges, furent jouées sur les plus grandes scènes parisiennes (théâtre de l'Ambigu, théâtre du Palais-Royal, théâtre des Variétés, théâtre du Gymnase, théâtre de la Gaîté, théâtre de la Porte-Saint-Martin, etc.).
Il meurt le 22 novembre 1862 en son domicile situé rue Notre-Dame-de-Lorette, dans le 9e arrondissement de Paris.

## Œuvres
- Le Cocher de fiacre, mélodrame en 3 actes, avec Benjamin Antier, 1825
- Le Pauvre de l'Hôtel-Dieu, mélodrame en 3 actes, avec Benjamin Antier, 1826
- Le Prisonnier amateur, comédie mêlée de couplets, avec Armand d'Artois, Ferdinand Laloue et Frédérick Lemaître, 1826
- Le Vieil Artiste, ou la Séduction, mélodrame en 3 actes, avec Frédérick Lemaître, 1826
- Le Fou, drame en 3 actes, avec Antony Béraud et Gustave Drouineau, 1829
- La Maîtresse, comédie-vaudeville en deux actes, avec Hippolyte Le Roux et Merville, 1829
- Le Fils de Louison, mélodrame en 3 actes, avec Benjamin Antier, 1830
- L'incendiaire ou la Cure et l'Archevêché, drame en 3 actes, avec Antier, 1831
- Joachim Murat, drame historique en quatre actes et neuf tableaux, avec Antier et Théodore Nézel, 1831
- Les Jumeaux de La Réole, ou les Frères Faucher, drame en 3 actes et 7 tableaux, avec Michel-Nicolas Balisson de Rougemont, 1831
- L'Abolition de la peine de mort, drame en 3 actes et en 6 tableaux, avec Benjamin Antier et J.-S. Raffard-Brienne, 1832
- Une bonne fortune, comédie vaudeville en 1 acte, avec Jean-François-Alfred Bayard, 1832
- La Fille du soldat, comédie-vaudeville en 2 actes, avec Jacques-François Ancelot, 1832
- La Nuit d'avant, vaudeville en 2 actes, avec Jacques-François Ancelot, 1832
- Le Serrurier, comédie en 1 acte, mêlée de vaudevilles, avec Bayard, 1832
- Aimer et mourir, 1833
- Madame d'Egmont ou Sont-elles deux ?, comédie en 3 actes, avec Jacques-François Ancelot, 1833
- L'Aspirant de marine, opéra-comique en 2 actes, avec Edmond Rochefort, 1833
- La Consigne, comédie-vaudeville en 1 acte, avec Jacques-François Ancelot, 1833
- Louis XI en goguettes, vaudeville en 1 acte, avec Fulgence de Bury, 1833
- La Salle de bains, vaudeville en 2 actes, avec Antier, 1833
- Les Suites d'une séparation, comédie-vaudeville en 1 acte, avec Paul Duport, 1833
- Fretillon ou la Bonne Fille, vaudeville en 5 actes, avec Bayard, 1834
- Salvoisy ou l'Amoureux de la reine, avec Michel-Nicolas Balisson de Rougemont et Eugène Scribe, 1834
- Le Capitaine de vaisseau ou la Salamandre ; précédé de La carotte d'or, prologue, vaudeville nautique en 2 actes, avec Benjamin Antier et Mélesville, 1834
- L'Ami Grandet, comédie en 3 actes, mêlée de couplets, avec Jacques-Arsène-François-Polycarpe Ancelot, 1834
- Le Dernier de la famille, comédie-vaudeville en 1 acte, avec Ancelot, 1834
- Le Domino rose, comédie-vaudeville-anecdote en 2 actes, avec Ancelot, 1834
- Un secret de famille, drame en 4 actes, avec Ancelot, 1834
- Les Tours de Notre-Dame, anecdote du temps de Charles VII, avec Antier, 1834
- Le Père Goriot, drame-vaudeville en 3 actes, avec Ernest Jaime et Emmanuel Théaulon, 1835
- L'Autorité dans l'embarras, comédie-vaudeville en 1 acte, avec Ernest Jaime, 1835
- La Fille mal élevée, comédie-vaudeville en deux actes, avec Jean-Baptiste-Rose-Bonaventure Violet d'Épagny, 1835
- Le Violon de l'opéra, comédie-vaudeville en 1 acte, avec Augustin Théodore de Lauzanne de Vauroussel, 1835
- Les Deux Nourrices, vaudeville en 1 acte, avec Bayard, 1835
- Le Tapissier, comédie en 3 actes, mêlée de chants, avec Ancelot, 1835
- Avis aux coquettes, ou L'amant singulier, comédie-vaudeville en 2 actes, avec Eugène Scribe, 1836
- Le Colleur, comédie-vaudeville en 1 acte, avec Benjamin Antier, 1836
- La Liste des notables, comédie en deux actes, mêlée de couplets, avec Charles Dupeuty, 1836
- La Reine d'un jour, chronique mauresque en 2 actes, avec Benjamin Antier, 1836
- La Comtesse du Tonneau, ou Les deux cousines, 1837
- Vive le galop !, folie-vaudeville en un acte, avec Cogniard frères et Lubize, 1837
- Vouloir, c'est pouvoir, comédie en 2 actes, mêlée de chant, avec Ancelot, 1837
- Le Serment de collège, comédie en 1 acte, mêlée de couplets, 1838
- Un frère de quinze ans, comédie-vaudeville en 1 acte, avec Achille d'Artois, 1838
- Le Tireur de cartes, vaudeville en 1 acte, avec Eugène Roche, 1838
- Le Marché de Saint-Pierre, mélodrame en 5 actes, avec Antier, 1839
- Le Cheval de Crequi, comédie en 2 actes et 3 parties, 1839
- Les Maris vengés, comédie-vaudeville en 5 actes, avec Étienne Arago et Eugène Roche, 1839
- La Grisette de Bordeaux, vaudeville en un acte, 1840
- L'Honneur d'une femme, drame en 3 actes, avec Antier, 1840
- Une journée chez Mazarin, comédie en 1 acte, mêlée de couplets, avec Fulgence de Bury et Théodore Muret, 1840
- Van Bruck, rentier, comédie-vaudeville en 2 actes, avec Narcisse Fournier, 1841
- Les Filets de Saint-Cloud, drame en 5 actes, avec Benjamin Antier, 1842
- Touboulic le cruel, vaudeville en un acte, avec Ancelot, 1843
- La Polka en province, folie-vaudeville en 1 acte, avec Jules Cordier, 1844
- La Sainte-Cécile, opéra-comique en 3 actes, avec Ancelot, 1844
- Un mystère, comédie en 2 actes, mêlée de couplets, avec Ancelot, 1844
- Juanita ou Volte-face, comédie-vaudeville en 2 actes, avec Bayard, 1846
- La Carotte d'or, comédie-vaudeville en 1 acte, avec Benjamin Antier et Mélesville, 1846
- L'Homme qui se cherche, comédie-vaudeville en un acte, avec Eugène Roche, 1846
- Le Chapeau gris, ou les Obstacles,  comédie vaudeville en un acte, avec Édouard Louis Alexandre Brisebarre, 1847
- La Vapeur d'éther ou Sans douleur !, vaudeville en 1 acte, avec Hippolyte Lefebvre, 1847
- Un amant qui ne veut pas être heureux, vaudeville en 1 acte, avec Lubize, 1850
- Les Trois Coups de pied, comédie-vaudeville en 2 actes, avec Lockroy, 1851
- Théâtre de Alexis de Comberousse, préface de Jules Janin, 3 vol, 1864